# Antonio Gamoneda

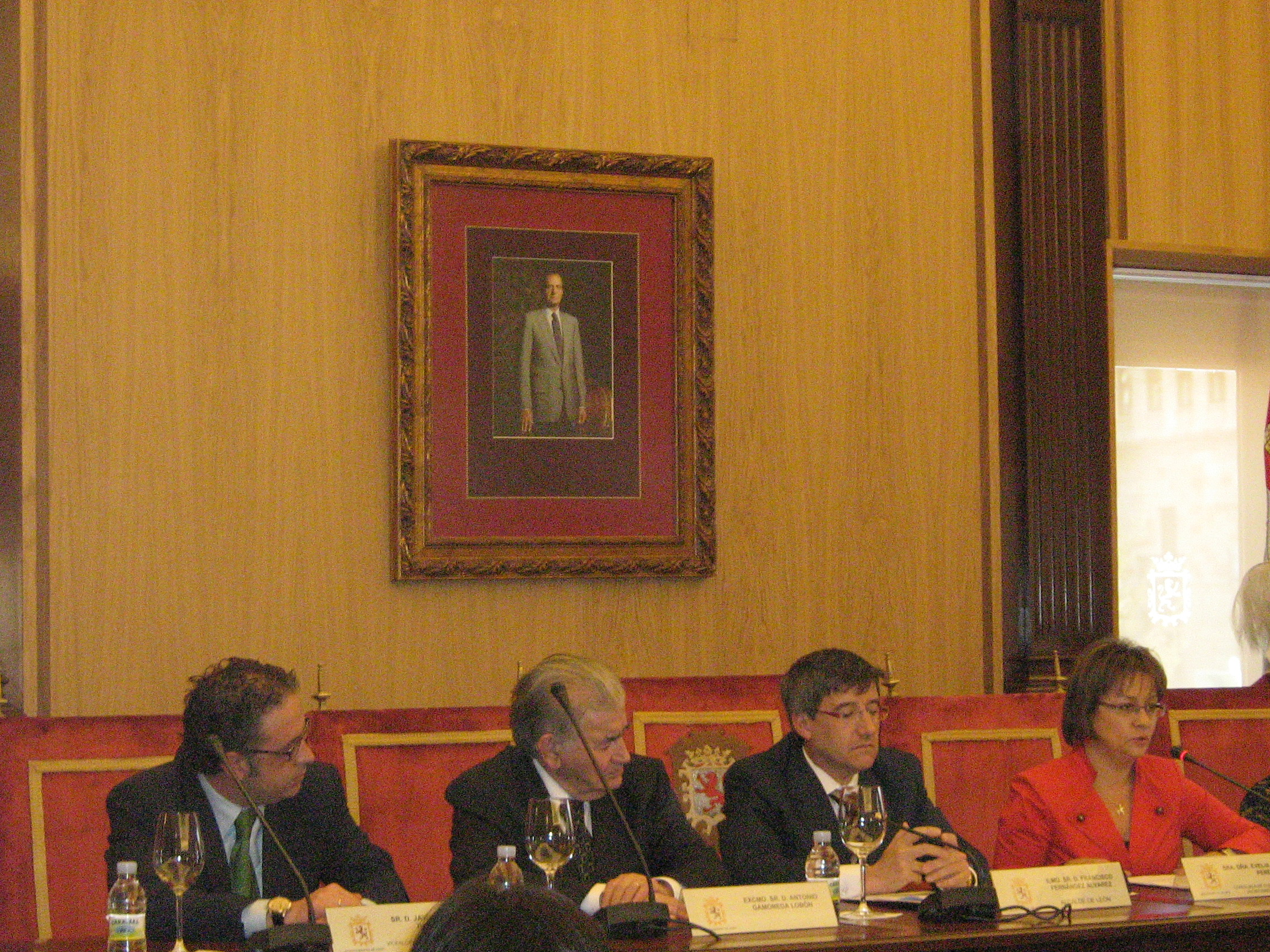
Antonio Gamoneda (2007)

Antonio Gamoneda Lobón (* 30. května 1931, Oviedo) je španělský spisovatel, básník, laureát Cervantesovy ceny za rok 2006.

## Biografie
Po smrti svého otce, Antonia Gamonedy, se společně s matkou, Amelií Lobón, přestěhoval do Léonu.

## Literární dílo

### České překlady
Do češtiny byla dle NK ČR dosud přeložena jediná jeho básnická sbírka.
- Tohle světlo (orig. 'Esta luz'). 1. vyd. Praha: Agite/Fra, 2010. 246 S. Překlad: Petr Zavadil.[8] (Žánr: poezie)